# Makuvalli, Chiknayakanhalli
Makuvalli là một làng thuộc tehsil Chiknayakanhalli, huyện Tumkur, bang Karnataka, Ấn Độ.